# Calymperes congolense
Calymperes congolense là một loài rêu trong họ Calymperaceae. Loài này được Renauld & Cardot Cardot mô tả khoa học đầu tiên năm 1908.